# Csoltó
Csoltó (szlovákul: Čoltovo) község Szlovákiában, a Kassai kerület Rozsnyói járásában.

## Fekvése
Rozsnyótól 22 km-re délnyugatra, a Sajó bal partján.

## Élővilága

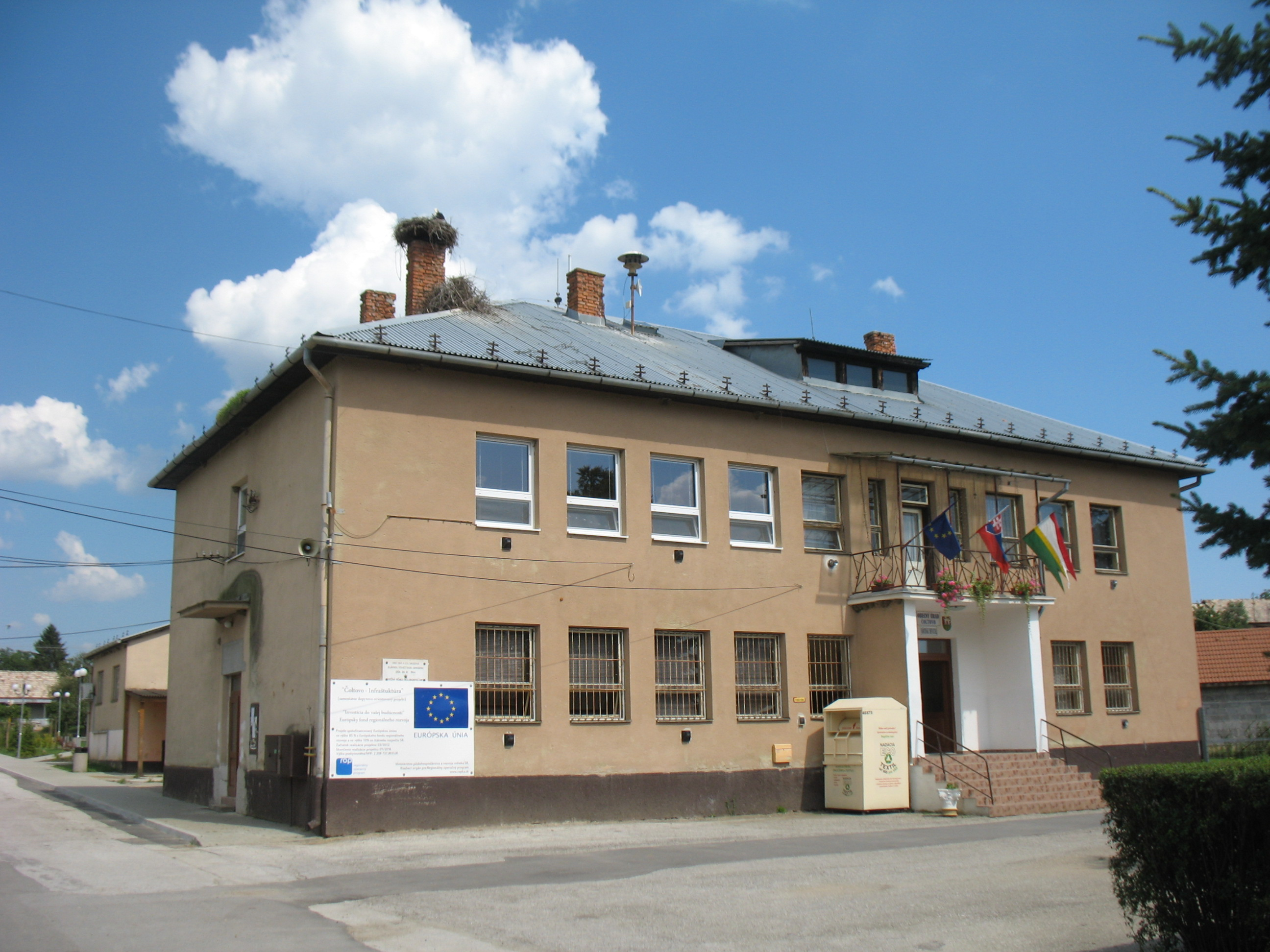
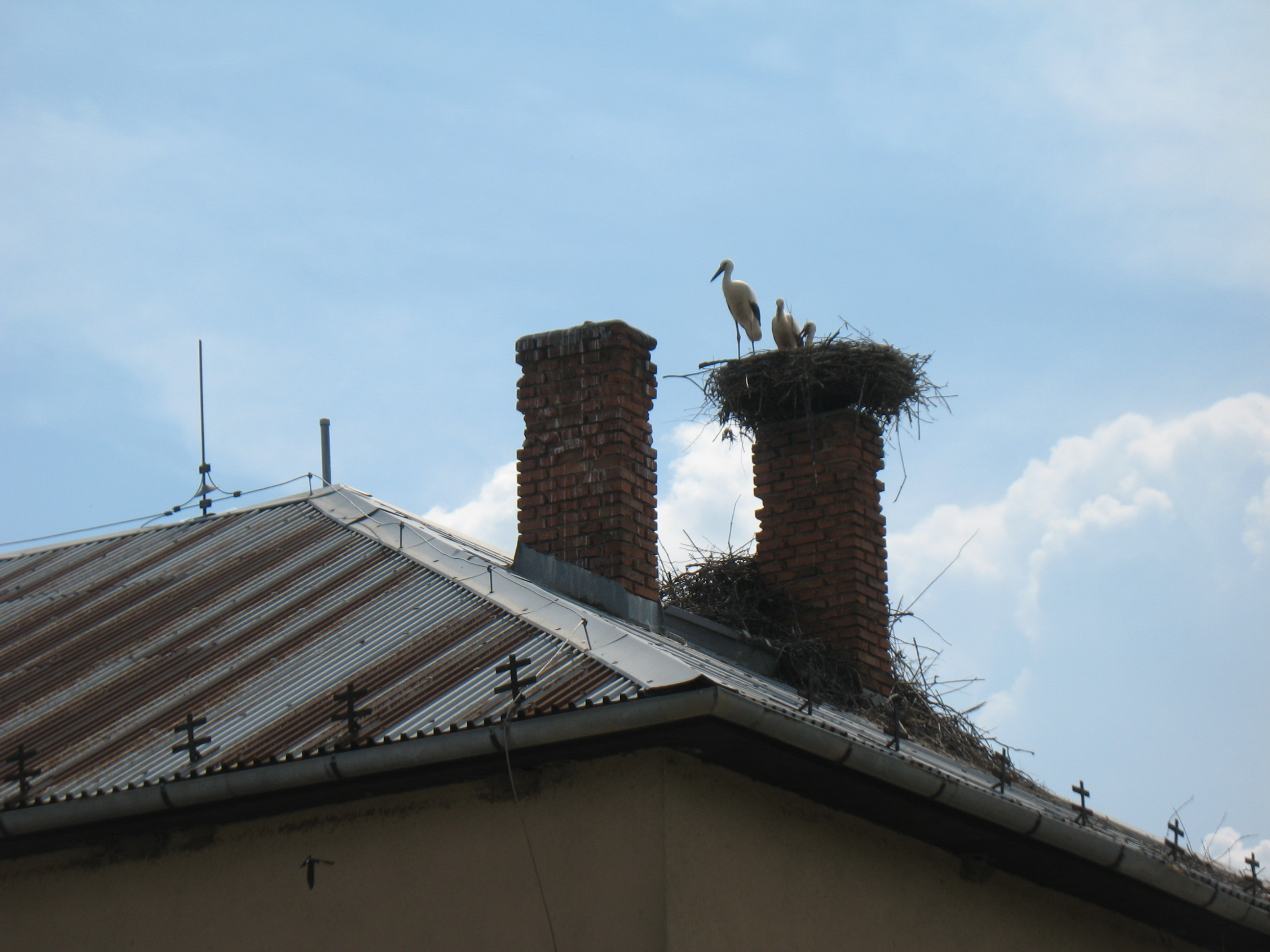

A faluban a községházán található gólyafészek. 2014-ben 3 fiókát számoltak meg.

## Története
A falut 1291-ben „Chokothow" néven említik először, de valószínűleg már a 12. században létezett. 1297-ben „Cholto", 1327-ben „Choltow" alakban szerepel az írott forrásokban. A Csoltói és több család birtoka. 1566-ban a falut elpusztította a török, lakói elmenekültek. 1682-ben lengyel-litván hadak gyújtották fel a települést. 1755-ben csak 9 lakosa volt, később azonban újratelepítették.
Kiscsoltót 1479-ben említik először, Csoltó területén keletkezett a 15. században. A Ragályi család birtokaként a 16. században vált önállóvá és a 19. század elején egyesült Nagycsoltóval.
A 18. század végén Vályi András így ír róla: „CSÓLTÓ. Magyar falu Gömör Vármegyében, birtokosa Bazsó Uraság, lakosai katolikusok, evangelikusok, és reformátusok, fekszik Sajó vize mellett, Lekenyének szomszédságában, Gömör Panyittól fél órányira, határbéli földgye meglehetős, piatzozása három mértföldnyire Rosnyón, legelője középszerű, mind a’ kétféle fája van, gyümöltsös kertyei jók, kaposztás földgyei termők, keresetre alkalmatossága van, szenet is égethetnek, ’s a’ vas hámoroknak szomszédságokban lévén eladhattyák, malmok helyben, kender törő malma is van, második Osztálybéli.”
1828-ban 76 házában 563 lakos élt, akik mezőgazdasággal, kőművesmesterséggel foglalkoztak.
A 19. század közepén Fényes Elek eképpen írja le: „Csoltó, magyar falu, Gömör vármegyében, felülről Tiba, alulról Gömör-Panyit helységekkel határos, a Rozsnyó felé vivő országút keleti oldalán fekszik. Van a r. kath. és reformátusoknak templomjok; van benne 358 lélek, ezek közül 189 férfi, 169 nő, kik közül 25 evang., 32 reform., többi r. katholikus. Van 4 3/8 urbéri, 26 5/8 majorsági, 22 zsellér, és 22 lakó. Erdeje 1108 holdat tesz. Van a helység végin mosó, Sajóvizen malma, s a helység két végin korcsmaháza, kár hogy nagyobbszerű az utasok ellátására nem épittetik. Szántófölde búzát, rozst, egyebet is megterem. Kaszállója sok és jó szénát ád. Birják ezen helységet Szuhai József, Szeleczki István, Oroszlányi testvérek, Sebe Rudolf és özv. Ságiné asszony.”
Borovszky monográfiasorozatának Gömör-Kishont vármegyét tárgyaló része szerint: „Csoltó, sajómenti magyar kisközség, 93 házzal és 554, túlnyomó számban róm. kath. vallású lakossal. E községről már 1291-ben találunk írott nyomokat, a mikor Chokothow elferdített alakban van említve. 1405-ben a Basó család az ura és ekkor két község volt, Kis és Nagy megkülönböztetéssel. 1427-ben Colthow néven említik az egykorú iratok. Kis-Csoltó emlékét ma már csak a községhez tartozó hasonló nevű puszta tartja fenn. Innen veszi előnevét a Ragályi család is, mely már a XV. században a község földesura volt. A Basó és a Ragályi család még a mult század első felében is birtokos itt, de kivülök még a Kiss, Ludman, Bartók, Bónis, Kálniczky, Kerepesy, Szuhay, Szeleczky, Oroszlányi, Sebe és Sághy családoknak is van itten részök. Az 1706 november 25-26 közötti éjjelen itt hált meg II. Rákóczy Ferencz Basó Gábor házánál, a mikor a rozsnyói tanácsűlésbe utazott. Ma Kubinyi Géza orsz. képviselőnek és Hevessy Sándornak van itt nagyobb birtoka és az utóbbinak úrilaka, melyet Szuhay József építtetett. A róm. katholikus templom 1800-ban, a református 1840-ben épült. A kath. egyház birtokában a XVII. század közepéről való érdekes szentségtartó van. Csoltó közelében feküdt a XIII. században Zagrágy község. A község postája és vasúti állomása Gömörpanyiton van, távírója pedig Tornallyán."
1920-ig Gömör-Kishont vármegye Tornaljai járásához tartozott. 1938 és 1945 között ismét Magyarország része.

## Népessége
| Év:            | 1994. | 2004.    | 2014.   | 2024.   |
| -------------- | ----- | -------- | ------- | ------- |
| Emberek száma: | 421   | 470      | 484     | 470     |
| Eltérés:       |       | +11,63 % | +2,97 % | -2,89 % |

| Év:            | 2023. | 2024. |
| -------------- | ----- | ----- |
| Emberek száma: | 470   | 470   |
| Eltérés:       |       | +0 %  |

1910-ben 571-en, túlnyomórészt magyar anyanyelvűek lakták.
2001-ben 475 lakosából 335 magyar, 83 cigány és 45 szlovák volt.
2011-ben 485 lakosából 417 magyar, 52 szlovák és 10 cigány volt.
2021-ben 477 lakosából 360 magyar (75,4%),76 szlovák, 30 cigány, 1 cseh, 1 ír, 9 ismeretlen nemzetiségű volt.

## Nevezetességei

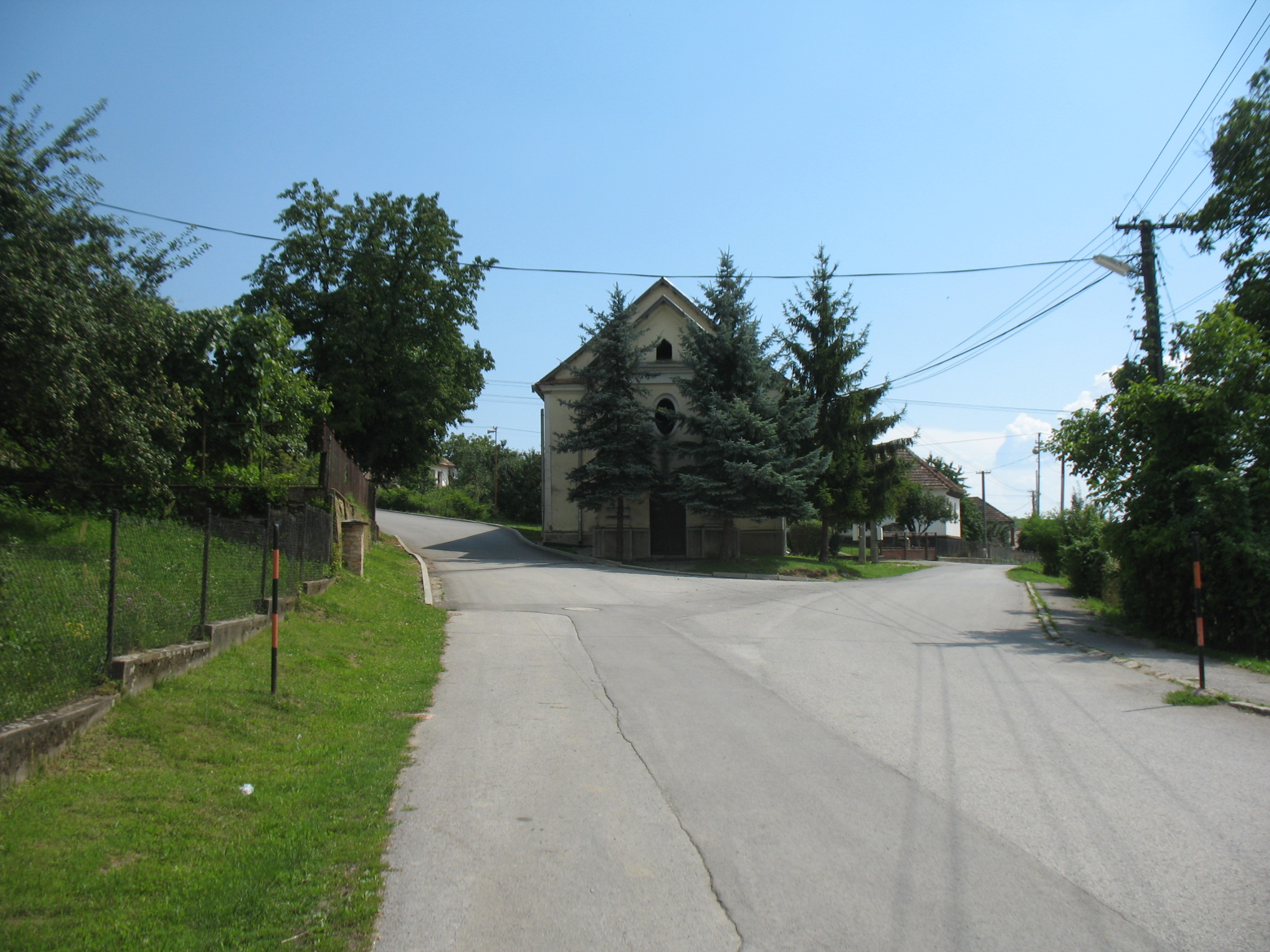
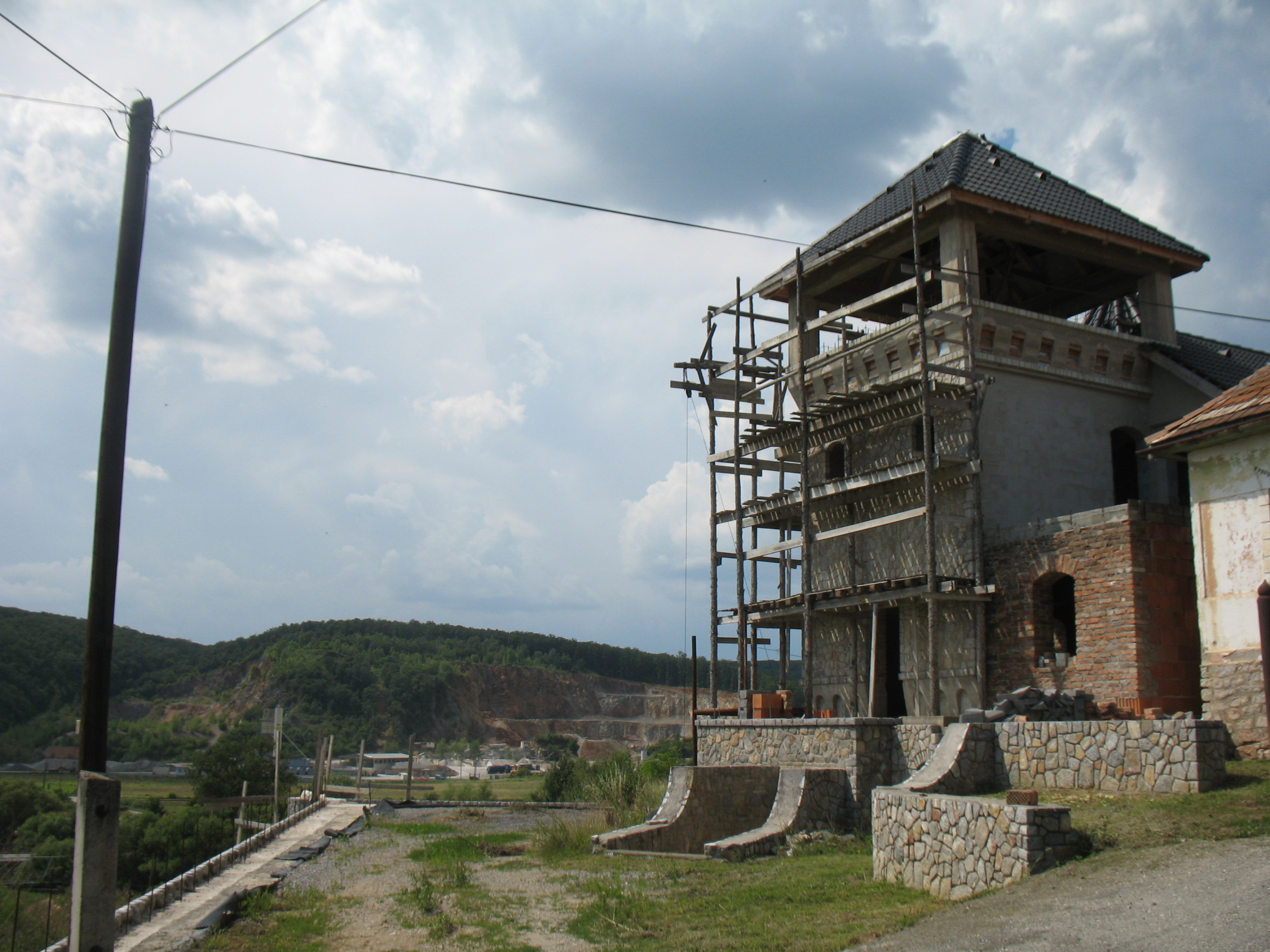
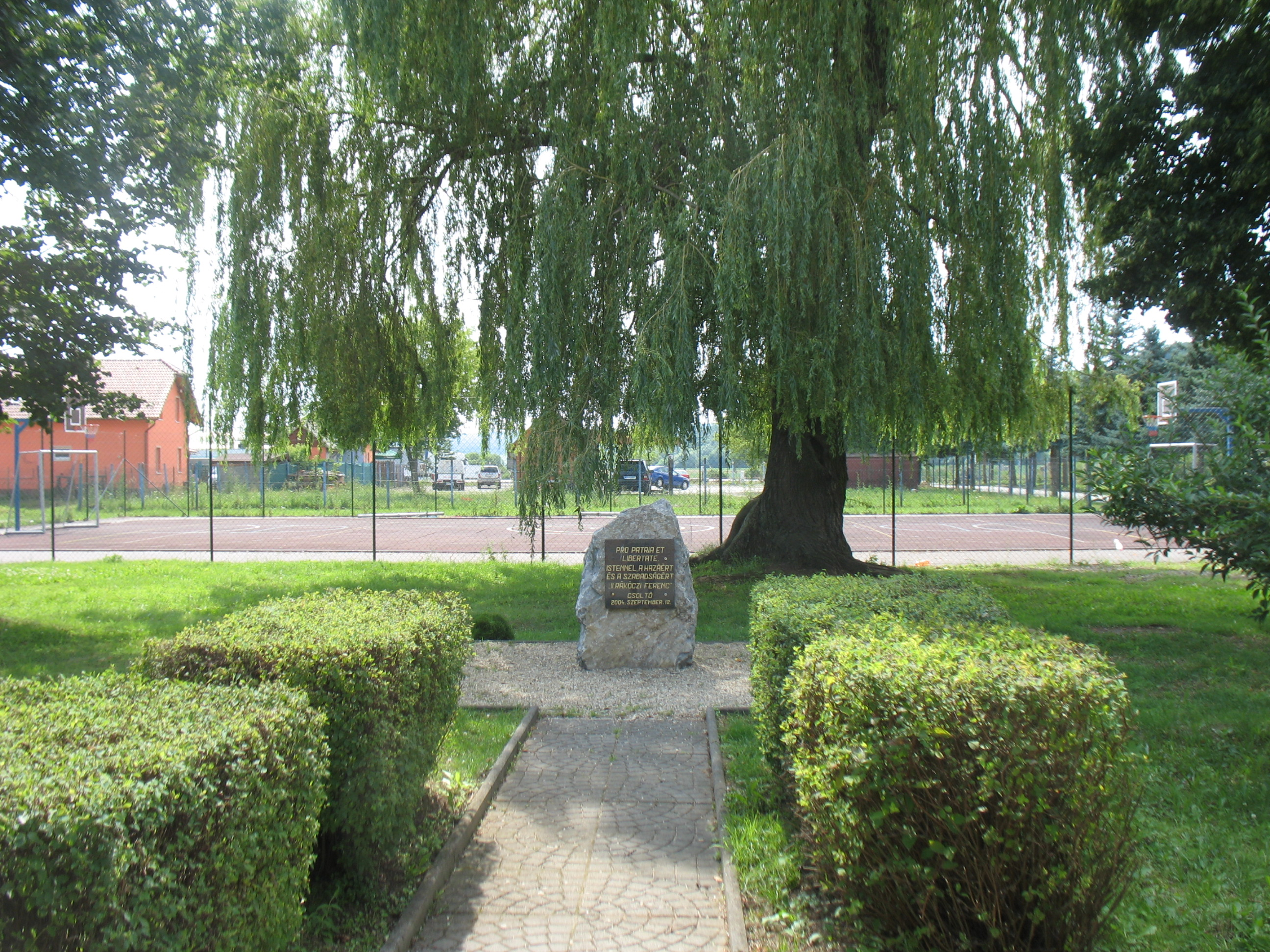
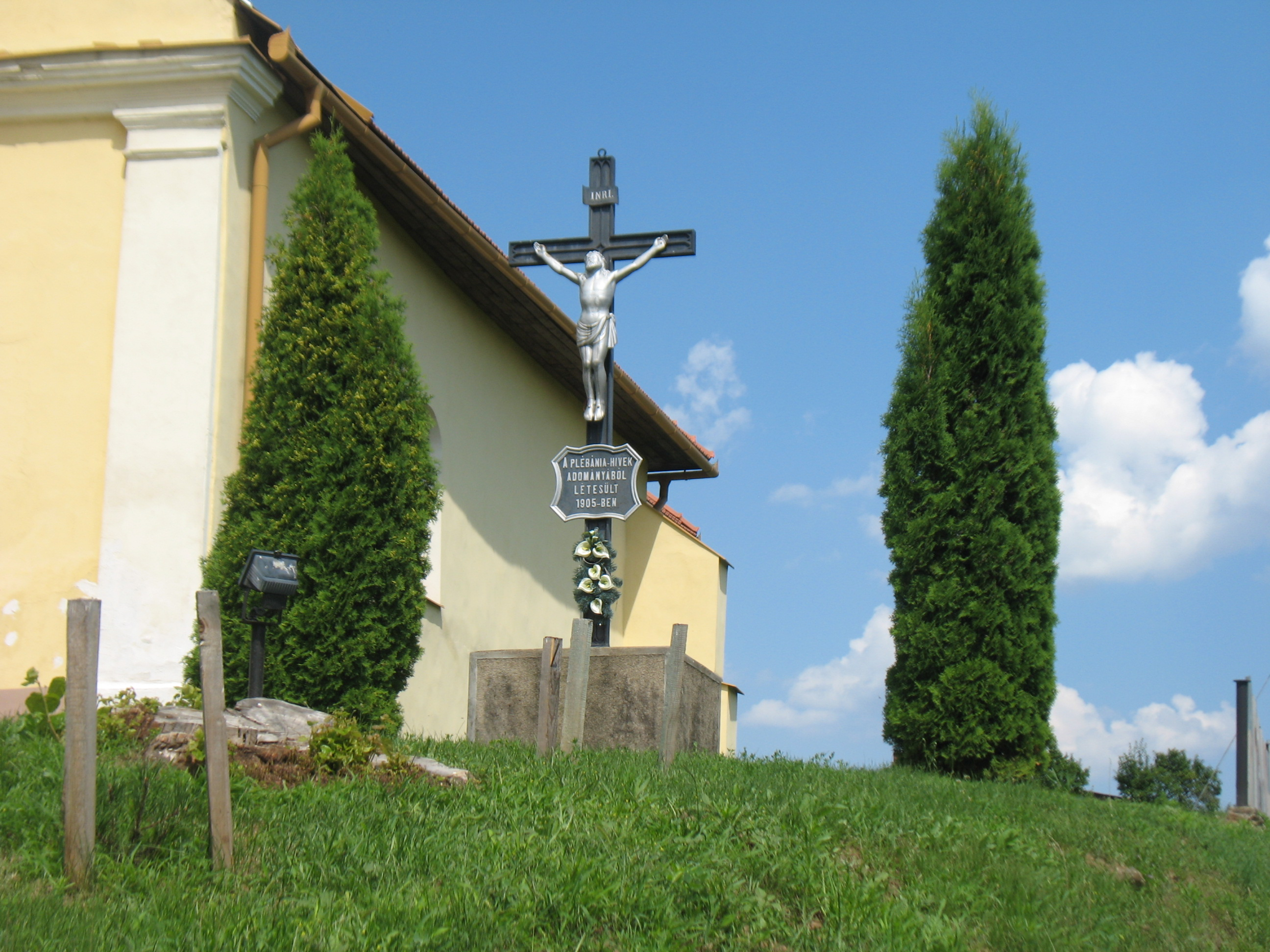

- Római katolikus temploma 14. századi, a 17. században barokk stílusban építették át.
- Református temploma 1783-ban épült klasszicista stílusban.